# Mylene Dizon
Pour les articles homonymes, voir Dizon.
Mylene Dizon, née à Manille le 6 septembre 1976, est une actrice et modèle philippine.

## Biographie
Mylene Dizon est spécialisée dans les séries télévisées.
En 2006, elle se fait remarquer dans un film de Connie Macatuno, Rome and Juliet, une version saphique de Roméo et Juliette en duo avec Andrea del Rosario.

## Filmographie
- 1996 : Gimik (en) (série télévisée) : Melanie Suntay
- 1997 : Kulayan natin ang bukas
- 1997 : Calvento Files: The Movie : Mia
- 1998 : Miguel/Michelle : Sonia
- 1998 : Magandang hatinggabi : Abby
- 1999 : Gimik: The Reunion : Melanie Suntay
- 1999 : Saan ka man naroroon (série télévisée) : Karen
- 2000 : Tabing ilog (série télévisée) : Gerri
- 2001 : In the Bosom of the Enemy : Pilar
- 2001 : Sa dulo ng walang hanggan (série télévisée) : Sara / Sally Concepcion
- 2002 : Utang ni Tatang
- 2002 : Super-B : Daisy
- 2002 : Basta't kasama kita (série télévisée) : Joyce
- 2002 : Ang agimat: Anting-anting ni Lolo : Aling Virgie / Manananggal
- 2003 : Narito ang puso ko (série télévisée) : Stella
- 2006 : Just Like Before : Katrina
- 2006 : Bahay mo ba 'to (série télévisée) : Leona
- 2006 : Rome & Juliet : Rome Miranda
- 2006 : Ang kasagutan (téléfilm)
- 2006 : Agawin mo man ang lahat (série télévisée)
- 2007 : Camera café (série télévisée) : Manang
- 2007 : Princess-Charming (série télévisée)
- 2001-2007 : Kokey (série télévisée) : Myra Viloria-Alegre
- 2007 : Resiklo : la Motanos
- 2008 : Dyesebel (série télévisée) : la reine Dyangga
- 2008 : Ploning : Celeste
- 2008 : 100 (en) : Joyce
- 2008 : Shake Rattle & Roll X : la femme d'Aswang
- 2009 : Status: Single : Vicky
- 2009 : The Two of Us (en) (série télévisée) : Loretta King
- 2010 : Lady Dada (mini-série) : Rina
- 2010 : Magkano ang iyong dangal? (série télévisée) : Rita Robles
- 2009-2010 : May bukas pa (série télévisée) : Jackie Santos
- 2010 : Working Girls (en) : Connie Valderrama
- 2010 : Tanging yaman (en) (série télévisée) : Leona Policarpio-Jacinto
- 2010 : Gimik 2010 (série télévisée) : Melanie Lorenzo
- 2010 : Super Inday and the Golden Bibe : Ingrid
- 2010-2011 : Mara Clara (série télévisée) : Susan
- 2011-2012 : Budoy (série télévisée) : Grace Maniego
- 2012 : Kahit puso'y masugatan (série télévisée) : Fatima
- 2012 : Apparition :  sœur Remy
- 2012 : Sosy Problems : Bernice
- 2013 : Kahit konting pagtingin (série télévisée) : Narissa Ledesma-Dimagiba
- 2013 : My Little Juan (en) (série télévisée) : Amelia
- 2013 : Huwag ka lang mawawala (série télévisée) : Athena Apostol
- 2013 : Bakit hindi ka crush ng crush mo? : Pamela
- 2013 : Bamboo Flowers : Sandra
- 2013 : Kimmy Dora: Ang kiyemeng prequel : la cliente du parking
- 2013 : 10000 Hours : Ana Alcaraz
- 2013 : Juan dela Cruz (série télévisée) : Amelia
- 2014 : Bawat sandali (téléfilm)
- 2014 : Mirabella (série télévisée) : Olivia 'Olive' Flores-Robles
- 2012-2014 : Wansapanataym (série télévisée) : Carol Clemente / Mila / Madam Divina
- 2014 : Mariquina (en) : Imelda
- 2014 : Moron 5.2: The Transformation : Sally
- 2014 : Red
- 2014 : Ipaglaban mo (série télévisée) : Lita
- 2015 : Once Upon a Kiss (en) (série télévisée) : Giselle Pelaez Almario
- 2014-2015 : Magpakailanman (série télévisée) : Juvilyn / Nene
- 2015 : Karelasyon (série télévisée) : Minda
- 2015 : Doble kara (série télévisée) : Laura Suarez
- 2015 : Heneral Luna : Isabel
- 2015 : Felix Manalo : Bonifacia Manalo
- 2015 : No Boyfriend Since Birth
- 1997-2017 : Maalaala mo kaya (série télévisée) : Lilia / Flor
- 2017 : The Good Son (en) (série télévisée) : Racquel Reyes-Santiago
- 2019 : Sahaya (série télévisée) : Manisan Arati